# Олександр Свірський
Олександр Свірський (15 червня 1448 року в селі Мандера на річці Оять, Новгородська земля — 30 серпня 1533) — православний святий, свірський чудотворець, мощі якого зберігаються у Свірському монастирі в Карелії.

## Життєпис
При народжені отримав ім'я Амос, оскільки народився в день цього пророка. Він прийняв чернечий постриг з ім'ям Олександр у віці 26 років у Валаамській обителі. 1487-го року чернець оселився на Трощинському озері, що за шість верст від ріки Свірі. Серед непрохідного бору він поставив невелику хатинку і став вести подвижницьке життя. Через 25 років святий Олександр удостоївся видіння, як колись праотець Авраам: янголи з посохами в руках зображали собою Святу Трійцю, і голос небесний сказав йому: «Споруди тут храм святої Трійці і збери братію, і спасеш душі їх». Для своїх духовних чад блаженний Олександр був добрим наставником, істинним цілителем душ. Смирення і працелюбність преподобного стали добрим прикладом для багатьох послідовників святого у чернечому житті.
Мощі святого були знайдені 17 (27) квітня 1641 року. Згідно з житієм, мощі були нетлінними.
22 жовтня 1918 року було розкрито раку з мощами Олександра Свірського. У литій срібній раці, що важила понад 40 пудів, замість нетлінних мощей Олександра Свірського була виявлена воскова лялька.
Доктор медичних наук, старший науковий співробітник Військово-медичної академії Санкт-Петербурга, завідувач остеологічної лабораторії при Ленінградському обласному бюро судово-медичної експертизи А. В. Ковальов назвав фальсифікацією друге набуття мощей Олександра Свірського в 1998 році. До того ж висновку дійшов і доктор історичних наук, археолог, кандидат богослов'я О. Є. Мусін. Аргументувавши це тим, зокрема, що муміфікований труп із Військово-медичної академії, котрий згодом визнали мощами святого, відрізнявся від стану решток Олександра Свірського зафіксованого монастирським актом 1918 року та приховуванням документа який засвідчує знищення його мощей у 1919 році.

## Свята
- 12 вересня — День пам'яті преподобного Олександра Свірського (1533)